# Польченіго
Польченіго, Польченіґо (італ. Polcenigo, вен. Polcenigo) — муніципалітет в Італії, у регіоні Фріулі-Венеція-Джулія,  провінція Порденоне.
Польченіго розташоване на відстані близько 460 км на північ від Рима, 115 км на північний захід від Трієста, 17 км на північний захід від Порденоне.

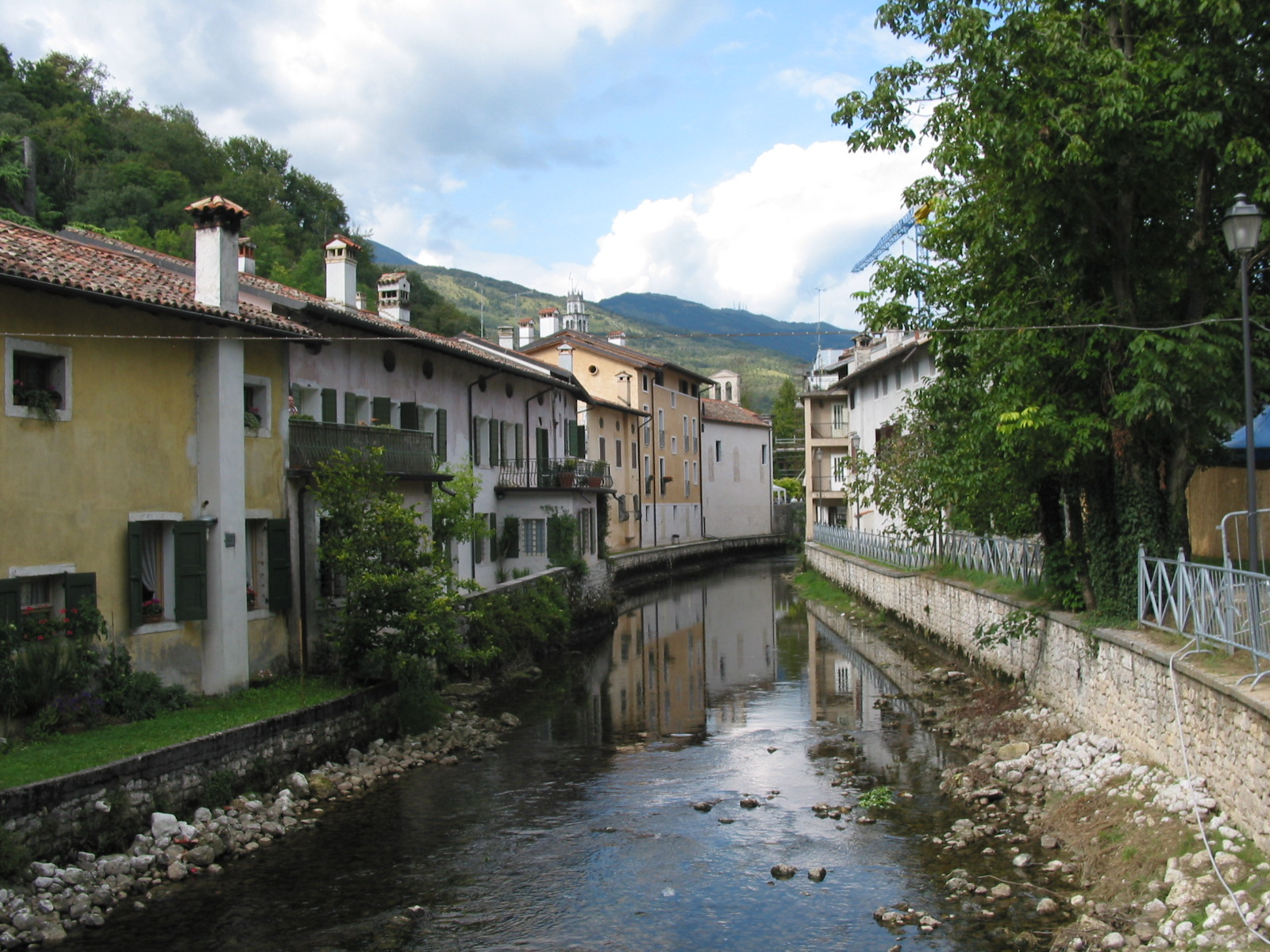

Населення — 3157 осіб (2014).

## Демографія
Населення за роками:

Станом на 1 січня 2023 року в муніципалітеті офіційно проживали 222 іноземці з 32 країн, серед них 98 громадян країн Євросоюзу та 22 громадяни України.

## Сусідні муніципалітети
- Будоя
- Канева
- Фонтанафредда
- Тамбре